# 布拉姆河
46°16′33″N 00°56′09″E / 46.27583°N 0.93583°E
布拉姆河是法國的河流，位於該國中部，河道全長60公里，流域面積235平方公里，平均流量每秒2.3立方米，發源自拉蘇泰爾蘭，河口處在蒂阿和達爾納克之間。

## 外部連結
- http://www.geoportail.fr （页面存档备份，存于）
- The Brame at the Sandre database